# NGC 6614
NGC 6614 (również PGC 61852) – galaktyka eliptyczna (E/SB0), znajdująca się w gwiazdozbiorze Pawia. Odkrył ją John Herschel 20 czerwca 1835 roku.